# Gdow

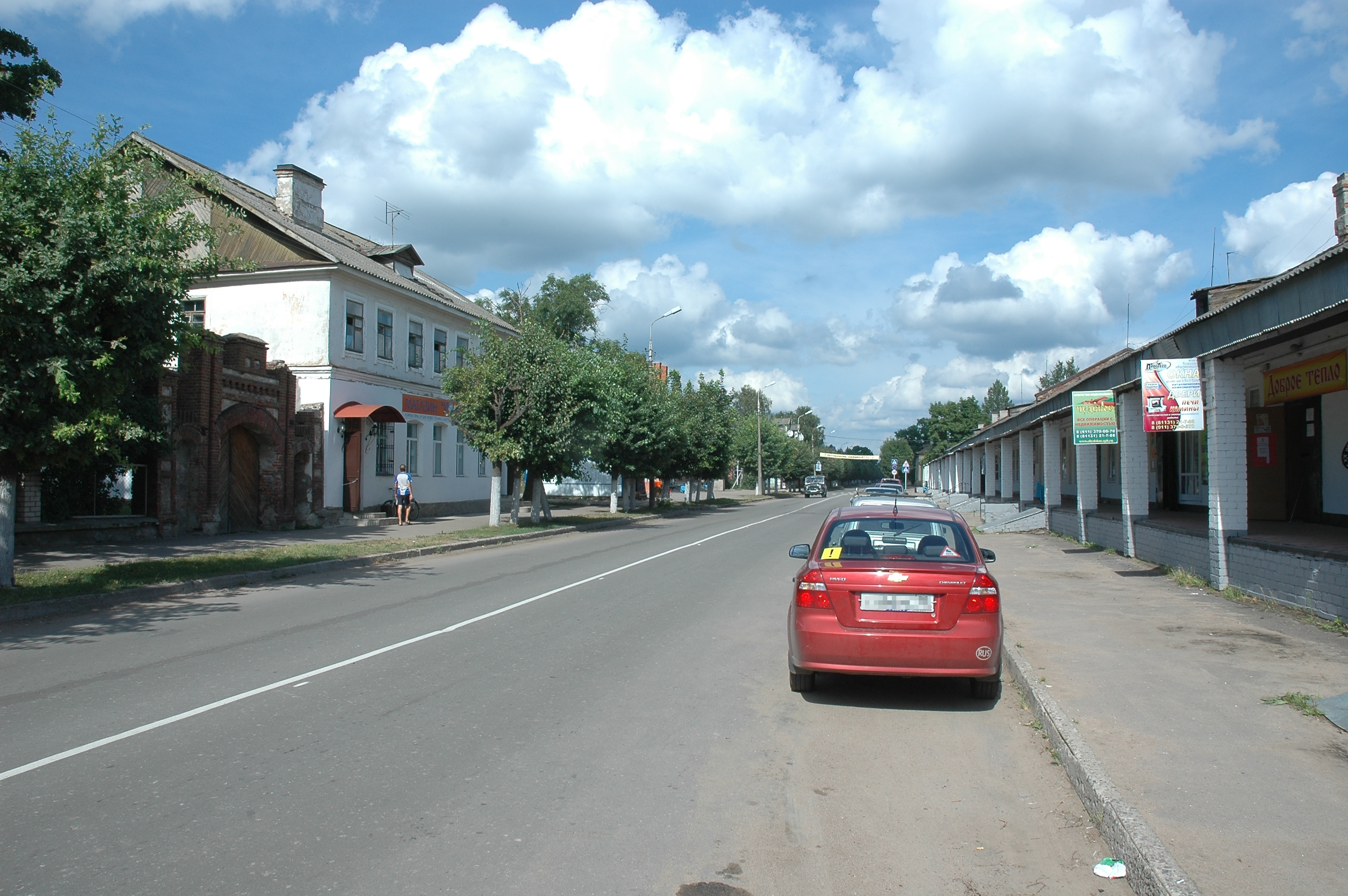
Gdow, Karl-Marx Strasse

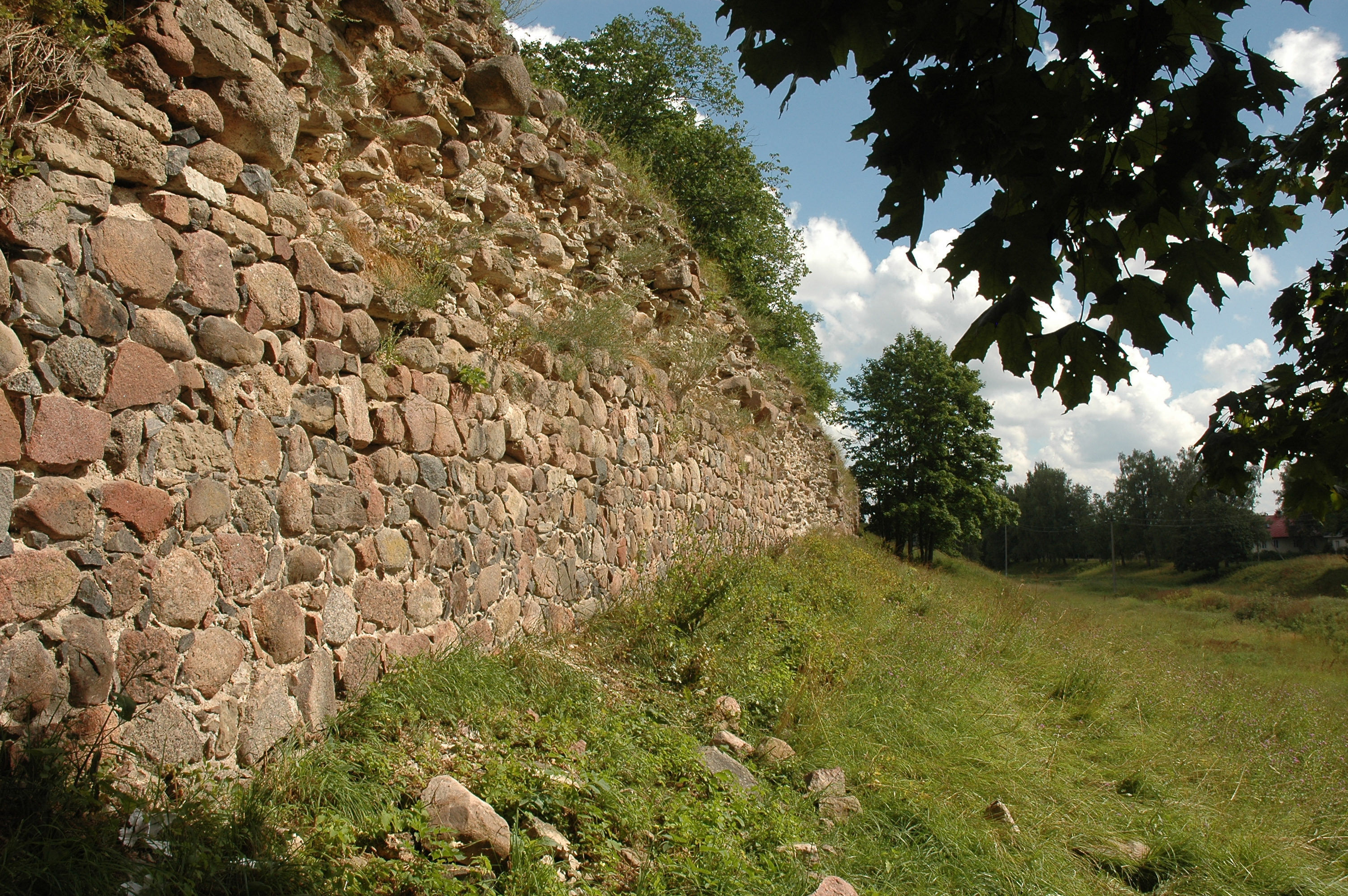
Gdow, Kremlmauer

Gdow (russisch Гдов) ist eine Kleinstadt in der Oblast Pskow (Russland) mit 4379 Einwohnern (Stand 14. Oktober 2010).

## Geografie
Die Stadt liegt etwa 125 Kilometer nördlich der Oblasthauptstadt Pskow unweit der Mündung der Gdowka in den Peipussee.
Gdow ist Verwaltungszentrum des gleichnamigen Rajons.
Die Stadt ist Endpunkt einer 1940 fertiggestellten, 100 Kilometer langen Eisenbahnstrecke, die bei Weimarn von der Strecke Sankt Petersburg–Tallinn abzweigt, zurzeit aber nicht in Betrieb ist. Eine 1916 erbaute Narva-Pskow Strecke aus Richtung Pskow wurde im Zweiten Weltkrieg zerstört und später nicht wiederhergestellt.

## Geschichte
Gdow wurde erstmals zu Beginn des 14. Jahrhunderts als nördlicher Vorposten der Republik Pskow erwähnt. 1431 wurde am Unterlauf der Gda, wie der Fluss zu jener Zeit genannt wurde, eine Festung errichtet. Mehrfach wurde Gdow durch litauische und schwedische Truppen erobert.
Ab 1617 gehörte es wieder zu Russland und erhielt 1780 das Stadtrecht.
Im Zweiten Weltkrieg wurde Gdow am 19. Juli 1941 von der deutschen Wehrmacht besetzt und am 4. Februar 1944 von Truppen der Leningrader Front der Roten Armee im Rahmen der Leningrad-Nowgoroder Operation zurückerobert.

### Bevölkerungsentwicklung
| Jahr | Einwohner |
| ---- | --------- |
| 1897 | 2106      |
| 1926 | 3839      |
| 1939 | 4578      |
| 1959 | 3692      |
| 1970 | 4134      |
| 1979 | 4751      |
| 1989 | 6009      |
| 2002 | 5171      |
| 2010 | 4379      |

Anmerkung: Volkszählungsdaten

## Kultur und Sehenswürdigkeiten
Neben den Überresten der Festung aus dem 15. Jahrhundert sind verschiedene Gebäude aus dem 19. Jahrhundert erhalten. In den 1980er Jahren wurde die im Zweiten Weltkrieg zerstörte Kirche der Derschawnaja-Ikone der Gottesmutter, ein hervorragendes Beispiel der Pskower Architektur des 15. Jahrhunderts, originalgetreu wiedererrichtet.
Die Stadt besitzt ein Museum der Geschichte des Gebietes genanntes Heimatmuseum.
Im nahen Dorf Kjarowo liegt der ehemalige Landsitz des Generals Konownizyn, eines Teilnehmers des Russisch-Schwedischen Krieges von 1808–1809 und des Vaterländischen Krieges von 1812. Im Dorf Domoschirka befindet sich die Dreifaltigkeitskirche (Троицкая церковь/Troizkaja zerkow) aus dem 15. Jahrhundert.

## Wirtschaft
In Gdow gibt es Betriebe der Lebensmittelindustrie (Fischverarbeitung, Gemüsekonserven, Molkerei).
Buslinien verbinden Gdow mit Pskow und Sankt Petersburg.